# Huayan, Sichuan
Huayan (kinesiska: 华严) är en köping i Kina. Den ligger i provinsen Sichuan, i den sydvästra delen av landet, omkring 120 kilometer sydost om provinshuvudstaden Chengdu. Antalet invånare är 18 476. Befolkningen består av 8 995 kvinnor och 9 481 män. Barn under 15 år utgör 15,0 %, vuxna 15-64 år 71 %, och äldre över 65 år 12,0 %.
Genomsnittlig årsnederbörd är 1 420 millimeter. Den regnigaste månaden är september, med i genomsnitt 265 mm nederbörd, och den torraste är december, med 14 mm nederbörd.